# 후이청구

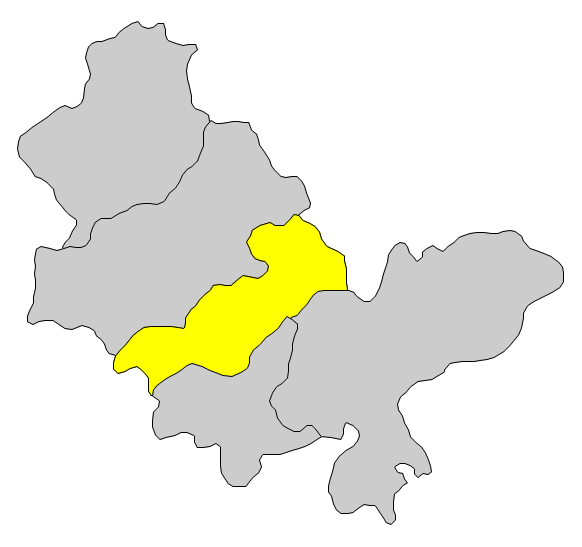
후이청 구의 위치

후이청구(한국어: 혜성구, 중국어: 惠城区, 병음: Huìchéng Qū)는 중화인민공화국 광둥성 후이저우 시의 현급 행정구역이다. 넓이는 1410km2이고, 인구는 2007년 기준으로 800,000명이다.

## 행정 구역
10개 가도, 8개 진을 관할한다.
- 가도: 龙丰街道 , 桥东街道 , 桥西街道 , 江南街道 , 江北街道 , 河南岸街道 , 惠环街道 , 陈江街道 , 水口街道 , 小金口街道
- 진: 汝湖镇 , 三栋镇 , 潼湖镇 , 潼侨镇 , 沥林镇 , 马安镇 , 横沥镇 , 芦洲镇